# Królewna Śnieżka – Nowe przygody
Królewna Śnieżka – Nowe przygody (ang. Happily Ever After) – amerykański film animowany z 1990 roku w reżyserii Johna Howleya. Głosów użyczyli Irene Cara, Malcolm McDowell, Phyllis Diller, Michael Horton i inni.

## Obsada (głosy)
- Irene Cara jako Królewna Śnieżka
- Malcolm McDowell jako Lord Maliss
- Phyllis Diller jako Matka Natura
- Michael Horton jako Książę
- Dom DeLuise jako Magiczne Lustro
- Carol Channing jako Muddy
- Zsa Zsa Gabor jako Blossom
- Linda Gary jako Marina i Critterina
- Jonathan Harris jako Słonecznik
- Sally Kellerman jako Sunburn
- Tracey Ullman jako Moonbeam i Thunderella
- Frank Welker jako Nietoperz Batso
- Edward Asner jako Sowa Scowl

## Wersja polska

### Wersja VHS
- Wersja wydana na VHS z polskim lektorem. Dystrybucja: Muvi[2]